# Podsedek
Podsedek (také i subsides, selden, pedices, curticularii) je ve středověkých i raně novověkých písemných pramenech obvyklé označení obyvatele vesnice, který sice mohl být majitelem vlastního domu, ale obvykle neobdělával vlastní pole. Pro obživu robotoval buď pro vrchnost na panských polích nebo se živil prací pro jiné poddané.
Pojem podsedek není v pramenech přísně vymezen a zdá se, že byl užíván i pro drobné majitele polností, kteří ovšem ze svých polí nevyžili a byli nuceni si přivydělávat prací pro jiné.
Jako podsedek mohl být konečně označen i obyvatel města, který ale nevlastnil nemovitost, ale u někoho bydlel, tj. byl to nájemník. V pozdějších dobách bylo běžně používáno také označení podsedník. Angličtina používá podstatné a přídavné jméno subsidiary, odvozené od subsides, ovšem pro právnické osoby a ve významu: přidružená společnost, filiálka, která (podle obdobného principu) nejedná a nevydělává sama na sebe ale pro hlavní společnost, jež se o tuto stará a přiděluje jí pravidelně potřebné prostředky.